# コスメちっく☆パラダイス 〜キレイのマホウ〜
『コスメちっく☆パラダイス 〜キレイのマホウ〜』は、GAEが開発し、2010年4月29日に発売したニンテンドーDS用アドベンチャーゲームである。

## 概要
グローバル・A・エンターテイメントが開発および発売したニンテンドーDS用アドベンチャーゲームで、小学女児の間で人気のヒット作シリーズである『コスメちっく☆パラダイス』の第3作にあたる。前作や前々作に比べてオシャレの幅が飛躍的に強化されている。以下にその一部を示す。
- 髪型のバリエーションが、前作208通りに対して、本作では約2,500通り×7色に増えた。
- 服のバリエーションが、前作131通りに対して、本作では約12,000通りに増えた。
- アクセサリーの数が、前作4種類に対して、本作では約80種類に増えた。また、それによって組み合わせ可能な数も飛躍的に増えた。
- オシャレに応じて男の子が様々な反応を返す仕組みが設けられた。
- DSiに内蔵されているカメラを用いて、顔写真を取り込んでメイクできる機能が設けられた。

本作には新しく、オシャレに応じて男の子が様々な反応を返してくる仕組みが設けられた。これは、本作をプラニングした粟澤がある日、気分を変えようとして髪の毛に黄色のメッシュを入れて出社したものの、職場の同僚男性の反応がほとんどなかったことをヒントに思いついたもので、女の子の「他人に見てもらいたい」という気持ちをシステム表現したものであるという。

## あらすじ
主人公は、メイクが好きな人がたくさん住む国「こすめチック☆ランド」の第1王女。第2王女で主人公から見ると妹のミドリとは違って、いまいちオシャレに自信が持てず、次期女王はオシャレなミドリだと思っていた。そのため、女王になるための試験勉強をすることもなく過ごしていた。
新たに学園に入学したその日、メイク教室を開いているカレンに学園の中で偶然出会う。女王試験を受ける気のない主人公を見てカレンは、「自分に自信を持てない子が、誰かをキレイになんてできない」と言いながらも、半ば強引にメイク教室に引っ張り、メイクの基本を説明、自身にメイクするように促す。そして主人公は、そこでメイクの楽しさを教わることになる。自身がメイクすること、そして他の人にメイクを施すこと、これらを繰り返しているうちに、ついには女王になる試験を受ける決心をするのだった。

## 登場キャラクター

### メインヒロイン関連
主人公
「こすめチック☆ランド」の第1王女。「こすめチック☆ランド」の住人であるにもかかわらず、オシャレには自身が持てないため、王女になるのを諦めていた。しかし、メイク教室を開くカレンに出会い、メイクの楽しさを覚えていき、ついには女王になる試験を受けることになる。
ポチ
正式名称は、ポチルナン・チェンブルク・ゴーフォン・ロック・チョチョンバー・スト・リンガー・ガガン・バン・ゴゴンゴン・アンミン・チャーハン。主人公のお付きキャラクター。主人公の顔ほどの身長で、空中に浮かんでいる。主人公の良き話し相手である。好物はチャーハンとあんみつ。
ミドリ
「こすめチック☆ランド」の第2王女で、主人公の妹に当たる。血液型AB。赤いリボンが特徴。やや口は悪いが、オシャレのセンスは抜群。主人公が女王の試験を受けることとなってからは、ライバルとしてお互いにオシャレを磨いていくこととなる。
ブチ
正式名称は、ブチャー・チェンブルク・ヨンビル・……（作中では明示されていない）。ミドリのお付きキャラクター。ポチとは兄弟関係に当たる。好物はエクレア、ナポリタン。

### 男性キャラクター
一部の男性キャラクターとは、親しい関係になることが可能である。これらのキャラクターは、コンパクトメニューから確認することが可能となっている。また、それらのキャラクターの、女の子の好みが確認できると、コンパクトに「だいすきなタイプ」「すきなタイプ」として記されることになる。
ユウキ
同じクラスのバスケ少年。血液型O。休日は部活の関係で教室にいることが多い。
　　　大好きなタイプは「ポップ」。好きなタイプは「クール」。
カナデ
1つ上の学年のメガネを掛けた真面目少年。血液型A。生徒会長を務めており、休日は特別教室にいることが多い。好きな食べ物は「ビィーナー・シュニッツェル」と呼ばれる外国の料理。動物が好きで、学園近くの野良猫と一緒にいることもある。
大好きなタイプは「ラブリー」。好きなタイプは「スイート」。
アキラ
車好きで、オープンカーを所持している。血液型B。コスメ通りで主人公に声を掛けることで知り合うことになる。プレイボーイで、毎週のようにいろいろな女の子とデートを行っている。
大好きなタイプは「セクシー」。好きなタイプは「ゴージャス」。
ツカサ
主人公が住む城の門番。血液型AB。最初は堅い人柄を通していたが、主人公と話をするうち親しい関係となり、街に出かける際のボディガードとして主人公に付き添うことになる。甘い物好き。
大好きなタイプは「フレッシュ」。好きなタイプは「シンプル」。

### その他
まなべ
主人公が通う学園のクラス担任。窓拭きを依頼してくる。
カレン
メイク教室の先生。世界的に有名なメイクアーティストとして知られている。血液型B。赤い髪が特徴。フランソワという名前のホワイトタイガーをペットに飼っている。
アカネ
おしゃれショップの店長。血液型O。コスメやコロンの購入、衣装の購入、髪型の変更を行うことが可能である。また、1月と8月はフリーマーケットに出展しており、アカネに付いていくことで、ショップでは購入できない衣装が購入可能となる。
しるく
ブティックの店員。
あまかわ
ネイルサロンの店員。
たなか
メイクコンテストの司会進行役。

## ゲームシステム

### 操作
十字ボタン、ボタン、タッチペンによって操作する。全ての操作はタッチペンで行うことが可能となっている。また、メニュー中の上下左右移動を十字ボタンで代用できるほか、決定やキャンセル操作をボタンで行うことが可能となっている。また、ゲームクリア後は特定操作でメッセージスキップが可能となるほか、一部の説明（メイク教室での説明など）もスキップ可能となる。

### 全体の流れ
主人公のタイプ（クールタイプ／キュートタイプ／ポップタイプ）と名前（平仮名、片仮名、記号を組み合わせて最大4文字まで）を指定してゲームを開始する。
ゲーム期間は2年間。前半の1年間は主にメイクを楽しむというスタンスでゲームが進行するが、後半の1年間は女王になるための試験を受けるという明確な目標を持ってゴールに向かっていくことになる。
ゲーム本編は、4月から始まる1ヶ月単位で進行し、固定的なイベントの発生の後、メイク教室での勉強、街中での行動選択となる。固定的なイベントは、5月は運動会、8月は夏祭り、10月はコスメコンテスト、11月は学園祭といったように多岐に渡る。また、2年目2月にはバレンタインデーとして男の子にチョコレートを渡すイベントも設けられている。街中での行動選択でメイク教室を選択することで、本作のゲーム本編に入る。ゲーム本編では、困っている人からメイク教室への依頼を、カレンが主人公に任せる形で行われるもので、来店客の依頼を聞いた後、その依頼に応じたメイクのコツを街で聞くとともに材料を入手、メイク教室に戻ってメイクを実施することでメイクの実力を付けていくというゲーム構成となっている。街での行動はマップ形式で行われ、人がいる場所は事前にアイコンでその存在が示される。
メイク教室での勉強の前、街中での行動選択の前、街中での行動選択でマイルームを選択したときは、主人公の自室での行動となる。ここでは主人公のステータスの確認、コスメや衣装の確認、コスメや衣装の変更、セーブやロードが行える総合メニューとして機能する。
ゲーム進行に応じて、ゲーム内で通貨として通用するコスメストーンを入手可能なミニゲームが出現する。出現させたミニゲームは解禁扱いとなり、タイトルメニューから「ミニゲーム」を選択することでゲーム本編とは独立してプレイ可能となる。
ゲームの最終月にあたる2年目3月は女王試験となる。この試験は妹のミドリと一騎討ちのメイク対決となり、この試験に合格すると女王となる。但し、ゲーム途中で男性キャラクターと親しい関係になっている場合は、女王の座を破棄し、結婚という道を選択することも可能となっている。その場合は、妹に女王の座を譲ることになる。
1度クリア済みのデータを用いてプレイすると、メッセージスキップ機能を使用することが出来、ストーリーパートであるメイク教室での勉強もスキップ可能となる。また、貨幣として使用可能なコスメストーンをプレイ開始時に大量に入手できるほか、ゲームにおけるいくつかのヒントが主人公のコンパクト内、メール画面で確認することが可能となる。なお、メイク教室をスキップすると、おさらい問題もスキップされるため、☆の獲得は主にメイクの依頼によって行うことになる。以下の情報が前回プレイの終了時点から引き継がれることになる。
- コスメストーンの数
- 使用および購入可能なコスメの種類と色
- 所持しているコスメ、コロン、衣装
- 男の子の情報（好みのタイプ）

逆に、以下の情報は引き継がれない。
- ☆の数 - 0から始まる。
- 男の子の情報（名前） - 自己紹介条件を満たすと名前が表示され、同時に好みのタイプも前回プレイ時の情報が引き継がれる。
- プレイ可能なアルバイト

### コンパクト
主人公の自室「マイルーム」や街中での行動においてコンパクトアイコンを選択すると、プレイヤーの情報を確認することができるコンパクトメニューに移行する。ここでは、以下の情報を確認することが可能となる。
主人公のステータス
主人公の「名前」「☆の数（主人公のメイクに対する自信を表す）」「メイクレベル（ビギナーレベル、ミドルレベル、ハイレベル、トップレベル）」「コスメストーンの所持数（ゲーム内で通貨として使用可能）」が表示される。
受信メール
お付きキャラクターや街の人、男性キャラクターから受信したメールが表示される。発信は不可。
所持品
コスメ、ファッション、コロンそれぞれの所持アイテムおよび所持数を表示する。
男性キャラクター
気になる男性キャラクターの「名前」「大好きなタイプ」「好きなタイプ」が表示される。
メイクのコツ
メイク教室で依頼を受けてからメイク実施までの間のみ有効となり、街で入手したメイクのコツが表示される。

### 自室での行動
主人公の自室では、メニュー形式で以下の行動が選択可能となっている。
コンパクト
前述のコンパクトメニューを表示するモードである。
にっき
セーブあるいはロードが選択可能となっている。
ドレッサー
メイクを行うモードである。
コロン
コロンをつけるモードである。
クローゼット
衣装の変更を行うモードである。
ねる
当月の行動を終了し、ゲーム内日付を翌月に進める。当月内でメイク教室での勉強を行うまでは、この選択肢は使用不可となっている

### メイク教室での勉強
毎月、固定的なイベントの後、メイク教室での勉強パートに移行する。ゲームシステム上の説明（どのアイコンがどの機能であるか、メイク箇所を決定する全体画面とメイク実施時の拡大画面の切り替え方法、メイクの塗りの濃さは3段階で変えられる、など）も行われるが、現実的な説明（メイクのコツ、ファンデーションの色の種類、など）も行われる。また、過去の説明を覚えているかを確認するおさらい問題（ファンデーションの色が最も薄いものを答える4択問題、冬のリップに適した色を答える4択問題など）が出題されることがあり、その回答の成否は主人公の☆を増減させることになる。さらに、その月に出題されるおさらい問題をすべて正答すると、メイクの知識を得たとして、さらに☆が1加算される。また、ストーリーの随所でぽちっとクイズと称してポチから出題されることがあるが、その際もここで覚えたことがベースとなっている。なお、ゲームクリア後の2周目以降は、メイク教室での勉強をスキップすることも可能であるが、その際はおさらい問題もスキップされることになるため、おさらい問題による☆の増減は行われない。
ゲームの進行に伴って、様々なコスメをメイク教室で教わることとなり、それによって依頼時および自身に使用することが可能なコスメの幅も広がることとなる。以下が、ゲーム進行に伴って教わる勉強内容である。なお、最終月にあたる2年目の3月には勉強はなく、月の開始から女王試験の本番となる。
| 月    | 月   | 勉強内容                                           | 備考 |
| ----- | ---- | -------------------------------------------------- | --- |
| 1年目 | 4月  | アイシャドー、チーク、アイライナー                 | |
| 1年目 | 5月  | ファンデーション                                   | ドーラン、おしろいとの関係も説明される。                                                                                                 |
| 1年目 | 6月  | アイブロー、リップ、日焼け止め                     | |
| 1年目 | 7月  | アイメイク                                         | |
| 1年目 | 8月  | チーク                                             | |
| 1年目 | 9月  | スキンケア（化粧水、乳液、コットン）、コンシーラー | |
| 1年目 | 10月 |                                                    | メイクコンテスト出場 リアル時間制限付きで3人にメイクする                                                                                 |
| 1年目 | 11月 | リップ                                             | |
| 1年目 | 12月 | パック                                             | |
| 1年目 | 1月  | スキンケア                                         | |
| 1年目 | 2月  | パック                                             | |
| 1年目 | 3月  | マスカラ、つけまつげ                               | |
| 2年目 | 4月  |                                                    | メイクコンテスト出場 5人にメイクし、リアル時間のトータル最短を競う。                                                                     |
| 2年目 | 5月  | アイメイク（つけまつげ）                           | |
| 2年目 | 6月  | グロス                                             | |
| 2年目 | 7月  | 日焼けメイク                                       | |
| 2年目 | 8月  | グロス                                             | |
| 2年目 | 9月  | ゴシックメイク                                     | |
| 2年目 | 10月 |                                                    | メイクコンテスト出場 ファンデーション、アイシャドー、チーク、リップのみを用いて、4つ子の姉妹に春夏秋冬別々のイメージとなるメイクを施す。 |
| 2年目 | 11月 | シンプルなメイク                                   | |
| 2年目 | 12月 | プリンセスメイク                                   | |
| 2年目 | 1月  | ゴージャスなメイク                                 | |
| 2年目 | 2月  | 季節に合ったメイク                                 | |
| 2年目 | 3月  |                                                    | 女王試験 |

### メイクの依頼
休日の、街中での行動選択において、メイク教室を選択することで、メイクの依頼モードに移ることになる。困っている人からメイク教室への依頼を、カレンが主人公に任せる形で行われる。来店客の依頼を聞いた後、その依頼に応じたメイクのコツを街で聞くとともに材料を入手、メイク教室に戻ってメイクを実施することでメイクの実力を付けていくというゲーム構成となっている。チュートリアルの意味合いを持つ1年目4月の依頼は固定的に1つに決まっているが、以降は複数の依頼から選択可能である。
依頼の情報には「依頼者の名前」「年齢」「依頼内容」「難易度」が事前に示される。「難易度」が高いほど、依頼内容が抽象的なものとなるほか、一度に行う必要があるメイクの量が多くなる。現状のプレイヤーの腕との兼ね合いを考慮しながら依頼を選択していくこととなる。「年齢」は下が10歳くらいから上が30歳くらいまでで、「学校で告白する」「生徒会長に立候補して当選したい」といったものから「結婚式に出る」「モデルのオーディションに行く」など、様々なシチュエーションでの依頼をこなしていくことになる。
メイクのコツや材料の入手の際には、今回のメイクに必要な材料を購入するためのコスメストーンがカレンから渡され、それを用いて街で情報収集や材料を入手する。なお、その際は、依頼者を待たせないようにするため行動数に制限が施されている。ゲーム初期の依頼では3回であるが、複雑な依頼の場合には4回、5回となる場合もある。ここでいうメイクのコツとは、例えば「和服の衣装に合うコスメ」という依頼に対して「リップをつけるのが良い」「アイシャドーは何色が適切か」などの情報である。なお、街中でメイクのコツを入手するという行為は必須ではない。依頼に対する適切なメイクが判っており、材料も既に入手済であれば、街での行動を行わずにすぐにメイクを行うことも可能である。また、「難易度」が「プロ級」の場合は、メイクのコツを聞くために話しかけた相手から、メイクのコツを教えてもらうことができない、いわゆるスカとなる人物も登場する。
メイク実施後、メイクの評価が行われる。メイクの評価基準は、以下のように多彩なものとなっており、この中で、今回の依頼に適したメイクが行われているかどうかが判断される。判断結果は合格あるいは不合格で判断され、不合格の場合はその理由も提示される。例えば「依頼者の希望と色が異なる」「左右でメイクの濃さが異なる」などである。依頼に反するような形で本来メイクしてはいけない箇所をメイクした場合も不合格となる（「色白になりたい」という依頼に対してファンデーション以外のメイクを施すなど）。逆に、依頼に直結した部分以外のメイクを適切に施すと、その分のメイクはボーナスとして扱われる場合がある。その後、総合評価が行われ、総合評価に応じて☆およびコスメストーンを獲得することが可能となる。
- はだしつ
- はだじょうたい
- ファンデーション
- コンシーラー
- アイシャドー
- アイライナー
- マスカラ・つけまつげ
- アイブロー
- チーク
- リップ
- グロス

### メイク
主人公の自室で「ドレッサー」を選択した際や、依頼を受けてメイクを施す場合に移行するモードである。
画面上部に顔の全体図が表示され、左右に肌の状態（UVケアの有無、肌質、肌状態）が表示される。画面下部にメイクを施す箇所の拡大画面が表示され、右にコスメの選択が表示される。頬や目など、左右に渡る箇所の拡大画面では、表示する顔の左右を切り替えるボタンが設けられている。ゲーム初期にはごく一部のコスメしか指定することができないが、メイク教室での勉強に応じて徐々に機能が解禁される。また、一部の色についても指定することができないようになっている（2年目7月の日焼けメイクを習うまでは、リップのホワイトが指定できないなど）が、これもメイク教室の勉強に応じて徐々に解禁される。また、1度クリアした後、2周目以降に解禁状況は引き継がれるため、2周目以降は初期から全ての機能が使用可能となっている。
選択可能なコスメは以下の通りである。
- スキンケア
  - けしょうすい
  - にゅうえき
  - コットン
  - ひやけどめ
- パック
  - はちみつパック
  - フルーツパック
  - どろパック
- ほほ
  - ファンデーション
  - チーク
  - コンシーラー
- め
  - アイブロー
  - アイシャドー
  - アイライナー
  - まつげようコスメ
    - マスカラ
    - つけまつげ
- くち
  - リップ
  - コンシーラー
- おとす

### コロン
主人公の自室で「コロン」を選択した場合に移行するモードである。
本作の舞台である「こすめチック☆ランド」では、コロンは目に見える香りとして機能し、キャラクターの立ち絵の回りにコロンのイメージに応じた演出マークが飛び交うようになっている。コロンには以下の種類が用意されている。なお、コロンは最大2種類まで組み合わせて使うことが可能となっている。このコロンの種類は、男性キャラクターの好みと直結しており、好みにピンポイントにヒットすると、大きな反応を返してくることになる。
| 種類       | シンプル | スイート | クール     | ゴージャス |
| ---------- | -------- | -------- | ---------- | ---------- |
| シンプル   | -        | ラブリー | フレッシュ | マジック   |
| スイート   | -        | -        | マジック   | セクシー   |
| クール     | -        | -        | -          | ポップ     |
| ゴージャス | -        | -        | -          | -          |

### 衣装
主人公の自室で「クローゼット」を選択した場合に移行するモードである。
インナーとアウターを別々に指定可能であり、それぞれ30種類以上用意されている。また、インナーとアウターがセットの衣装として、ブランドおよびスペシャルの衣装を選択可能である。加えて、アクセサリー30種類以上、眼鏡10種類以上が存在し、それらを組み合わせて着こなすことが可能となっている。また、それぞれの衣装は初期で持っている衣装以外は色違いで最低3種類、物によっては4種類以上用意されており、それらの組み合わせ数は前作に比べて飛躍的に大きいものとなっている。なお、一部の衣装／色はおしゃれショップでは入手できず、フリーマーケットや特殊イベント（女王試験合格、フリーマーケットの参加賞、ポチッとクイズの正答など）でのみ入手可能となっている。
大半の衣装にはイメージ分類が決まっており、その分類名は衣装名の右にコロンの種類と同じ表記で記されている。こちらもコロン同様、男性キャラクターの好みにピンポイントにヒットすると、大きな反応を返してくることになる。
以下に、おしゃれショップおよびフリーマーケットで購入可能な衣装を示す。前述のとおり、ここに挙がっているものがすべてではない。
ファッション（色はいずれも3色ずつ）
インナー（初期装備）
キャミソール
インナー（春夏）
タンクトップスター、ラインキャミソール、みせベルトシャツ、スクールブラウス、フリルキャミソール、セクシーワンピース、カジュアルベスト、チェックコルセット、フレアワンピース、オープンシャツ、ラブプリントシャツ、サマーセーター、セクシービスチェ、ハイネックセーター、キュートシャツ、シフォンワンピース、リボンラインシャツ、クロスキャミソール、ロリータシャツ
インナー（秋冬）
カジュアルシャツ、ショルダーニット、ネクタイシャツ、フリルワンピース、ファンシーオール、フラワーチュニック、あみあげシャツ、ショルダーシャツ、ノースリーブシャツ
アウター（初期装備）
なし、ふゆようのせいふく、なつようのせいふく
アウター（春夏）
ベリーレインコート、きくずしパーカー、タンクパーカー、バニーベスト、フレアベスト、リボンカーディガン、フレアカーディガン、サロペットスター
アウター（秋冬）
ファージャケット、ファーマラボー、カーディガン、リーダージャケット、ラブリーケープ、デニムジャケット、スクールブレザー、ボアジャケット、ひょうがらパーカー、ボアベスト、ボーダーボレロ、フォーマルボレロ、ニットポンチョ、ネックポンチョ、ラインカーディガン、スポーティジャージ、ダッフルコート
ブランド（春夏）
ガーリーフラワー、リボンスカート、ラインパーカー、ラブプリンセス、オフショルダー、エスニック、スポーティシャツ、セーラーふく、オープンルック、パンキッシュ
ブランド（秋冬）
フリルカーディガン、ロックボーダー、ラブリーガーデン、リボンアンドフリル、セレブカジュアル、コットンベスト、エレガントブレザー、セクシーニット、ぽんぽんコート
スペシャル
ゆかた、プリンセスドレス、ロリータドレス、ラブリードレス
アクセサリー（ゴム類）
なし、キャンディシュシュ、ラブハートゴム、ビーズゴム、ポンポンゴム、おしゃれリボン、ハートリボンゴム、ふわふわシュシュ
ゴム類は、上記それぞれに左上、左右、てっぺんの3種類のバリエーションが用意されている。
アクセサリー（その他）
なし、カラーヘアピン、ペアピンわけ、ダブルヘアピン、ダブルヘアピンわけ、ドレスハット、カチューシャ、バニーイヤー、キャットイヤー、ヘッドドレス、ヘッドフォン、もこもこみみあて
メガネ（標準装備）
なし
メガネ（春夏）
まじめメガネ、やさしさメガネ、かっちりメガネ、おしゃれメガネ、ティアドロップ、ミニラウンド、でかサングラス
メガネ（秋冬）
でっかメガネ、ライダーメガネ、インテリメガネ、チラみせメガネ、スクエアメガネ、はなメガネ

### ヘアー
主人公の髪型は、おしゃれショップで変更可能となっている。前髪、後ろ髪、オプション（ツインテールやツインシニョンなど）を個別に指定できるほか、セット指定も可能となっている。また、ヘアカラーを7種類の中から選択可能となっており、これはメイクに影響を与える（基本、アイブローの色はヘアカラーに合わせるため）。
ヘアーも衣装やコロン同様、大半はイメージ分類が決まっており、男性キャラクターの好みにピンポイントにヒットすると、大きな反応を返してくることになる。
以下にその一覧を示す。
まえがみ
ストレート、ゆるゆるみつあみ、きっちりみつあみ、サイドながし、サイドわけ、サイドカール、センターわけ、センターわけロング、シャギー、カール、ウェーブ、ぱっつん、ベリーショート
うしろがみ
アップ、ストレートショート、カールショート、ウェーブ、ストレート、カールストレート、ウェーブスイート、うちまきボブカット、あみこみヘア、ストレートロング、ゆるウェーブロング、ウェーブロング、カールロング
オプション
なし、おさげショート、ロングテール、サイドアップヘア、サイドミドルテール、サイドシニヨン、ツインテール、ツインカールテール、ツインシニヨン、ツインみつあみ、ツインラビット、ツインリングテール、トップポニーテール、トップシニヨン、トップあみテール、アップバンク、アップカール、アップウェーブ
セット：ナチュラルボブ、ショートボブ、ショートカット、マッシュウルフ、ベリーショート、ストレートボブ、ポンパドール、アップショート、シャギー、ローレイヤー、ストレート、みつあみストレート、サイドポニー、おだんご、ロングウェーブ、ゴージャスウェーブ、ツインテール

### ミニゲーム
ゲーム本編中、いくつかのイベントが発生し、そこでミニゲームが登場する。3種類の難易度設定を選択してプレイすることが可能で、難易度に応じたノルマを達成すると、コスメストーンを入手することが可能となっている。ゲーム本編への出現後は、ゲームのタイトルメニュー内のミニゲームから、ゲーム本編とは独立してプレイすることが可能となる。
じゆうにメイク
ゲーム中で覚えたメイクが解禁扱いとなり、解禁されたメイクを使って自由にメイクするゲーム。ゲーム開始時点の状態（肌の荒れ具合、日焼けの度合い、ほくろやえにきびの有無など）はランダムに決定される。
カメラでメイク
DSi専用機能。カメラでプレイヤーなどの顔を撮影した後に、その顔に対してメイクするゲーム。
おまかせネイリスト
客の注文通りの色でネイル塗り、飾りをつける。一定時間以内に捌いた来店客の数が成績となる。
おしゃれなてんいんさん
客からの注文に応じた商品をカウンターに運び、客に渡す。商品は、ニット、パンプス、ショルダー、バッグ、ブーツ、ハットの6種類で、ゲーム開始時にランダムに商品棚に並べられる。一定時間以内に捌いた来店客の数が成績となる。
キュキュっとまどみがき
学園の窓を磨いて汚れを落とすゲーム。一定時間以内に汚れの落ちた窓の枚数が成績となる。
リズムにノリノリチアガール
チアガールになって、まわりのチアガールに合わせて応援するゲーム。応援の種類は、画面操作の種類（タッチ、左から右へスライド、右から左へスライド）によって変化する。一定回数の応援のうち、正しく応援できた回数が成績となる。
ひびけ！われらがこてきたい
見本となる、4種類の楽器のプレイ順序を覚えて、その順序どおりに楽器をタッチするゲーム。一定回数のプレイのうち、正しい順序でタッチできた回数が成績となる。
「はなつみ」についてはまだ情報募集中。